# Cyrillia kabuli
Cyrillia kabuli é uma espécie de gastrópode do gênero Cyrillia, pertencente a família Raphitomidae.